# Косолапы
 Косолапы  — деревня в Кумёнском районе Кировской области в составе Верхобыстрицкого сельского поселения.

## География
Расположена на расстоянии примерно 33 км на восток от районного центра поселка Кумёны.

## История
Известна с 1717 года как починок Касалаповский с 1 двором, в 1764 году население 52 чел. В 1802 году отмечено 13 дворов. В 1873 году здесь (деревня Косолаповская или Косолапы) дворов 12 и жителей 96, в 1905 21 и 138, в 1926 226 и 115, в 1950 22 и 87, в 1989 не оставалось постоянных жителей. Настоящее название утвердилось с 1939 года
.

## Население
Постоянное население составляло 3 человека (русские 100%) в 2002 году, 3 в 2010.